# ترتيب الخلاص

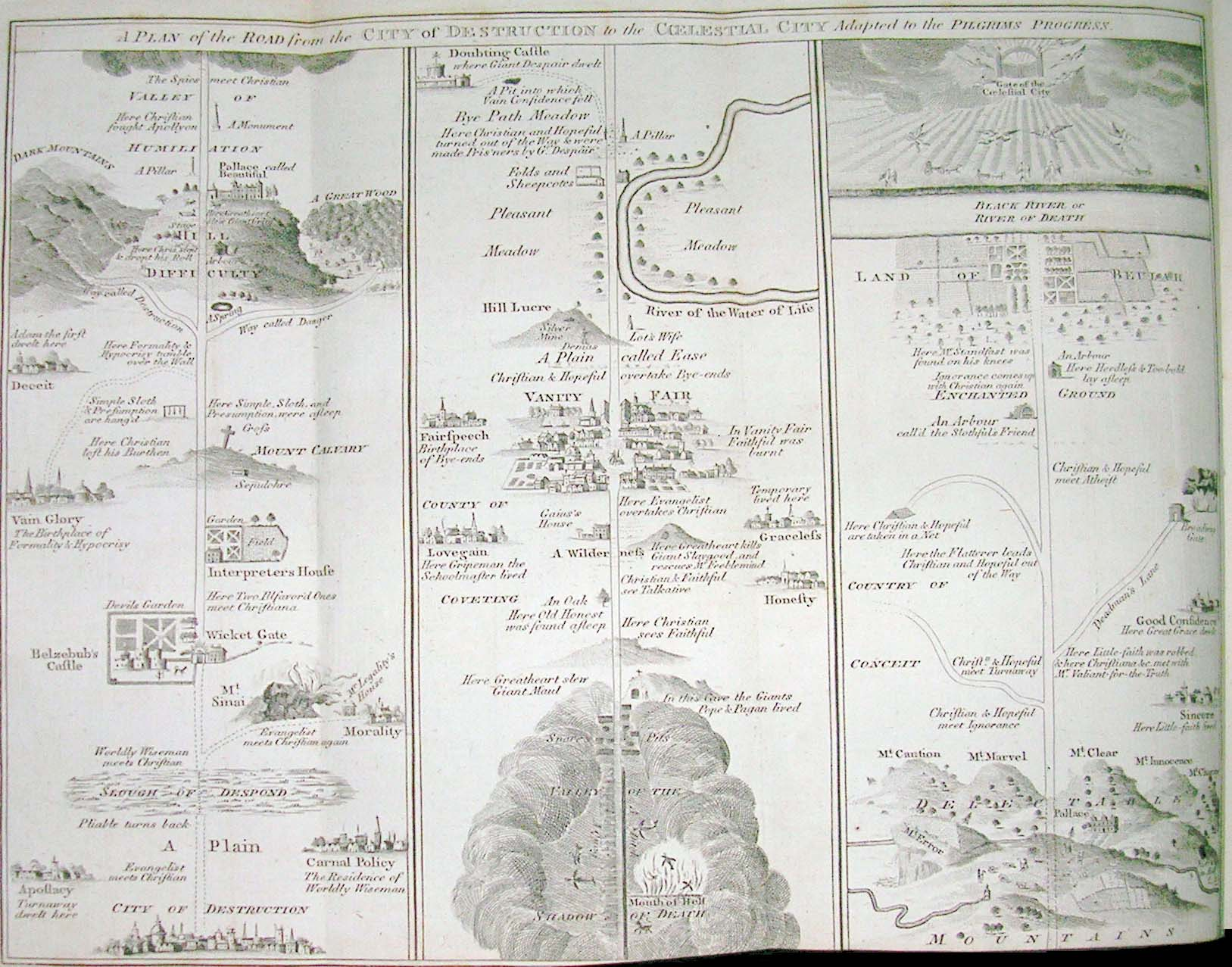
خريطة من رحلة الحاج بقلم جون بنيان، والتي وصفت الخلاص مجازيًا بأنه رحلة الحاج.

ترتيب الخلاص (باللاتينية: "Ordo salutis") يشير إلى سلسلة من الخطوات المفاهيمية ضمن العقيدة المسيحية للخلاص. وقد تم تعريفه على أنه «مصطلح تقني للدوغماتية البروتستانتية للإشارة إلى الخطوات المتتالية في عمل الروح القدس في تخصيص الخلاص». على الرغم من وجود حس معين في اللاهوت المسيحي يكون فيه مراحل الخلاص متتابعة، يُفهم أن بعض العناصر تحدث بشكل تدريجي والبعض الآخر بشكل فوري. علاوة على ذلك تُعتبر بعض الخطوات ضمن «ترتيب الخلاص» موضوعية (أو أحادية) يؤديها الله وحده، بينما تُعتبر خطوات أخرى ذاتية (أو تآزرية) تشمل البشرية. سعى المسيحيون قبل الإصلاح البروتستانتي، مع عدم استخدام العبارة الدقيقة، إلى ترتيب عناصر الخلاص. استخدم اللاهوتيون اللوثريون مصطلح ترتيب الخلاص "Ordo salutis" لأول مرة في منتصف عشرينيات القرن الثامن عشر.

## ترتيبات مختلفة
| كالفيني: - قدر - اختيار - دعوة - تجديد - إيمان - توبة - تبرير - تبني - تقديس - ثبات - تمجيد | الكالفينية الأميراوتية: - قدر - اختيار - دعوة - إيمان - تجديد - توبة - تبرير - تبني - تقديس - ثبات - تمجيد | الأرمينية الكلاسيكية / الويزلية /التقليدية: - معرفة مسبقة - اختيار (مشروط) - نعمة وقائية (مقاومة) - دعوة خارجية - ولادة جديدة - توبة وإيمان - تبرير - تجديد - تبني - تبرير (مشروط) - الكمال المسيحي | اللوثرية: - دعوة - إستنارة - توبة - تجديد - لتبرير - اتحاد غامض - تقديس - الحفظ | الروم الكاثوليك: - إيمان (موافقة الإرادة لعقيدة الكنيسة، وليس الإيمان الغيبي كما في البروتستانتية) - توبة - تجديد (في سر العماد) - الكفارة (بعد سر المصالحة) - تقديس - تطهير - تمجيد |

## النقد والدعم
انتقد بعض علماء اللاهوت الحديثين مثل كارل بارث، وج. بيركوير، وإتش. ريدربوس فكرة ترتيب الخلاص على سبيل المثال، يرى بارث أن «ترتيب الخلاص» مخاطرة بـ«إضفاء الطابع النفسي» على الخلاص ويشعر بيركوير بالقلق من أن الأمر لا ينصف «ملء» الخلاص. يأتي نقد آخر من ريتشارد غافن الذي يؤكد «أن الاتحاد مع المسيح هو بالنسبة لبولس العامل الأهم الذي من خلاله يجب مراعاة العناصر المختلفة لنظام الخلاص».
ومع ذلك فإن أولئك الذين يرغبون في الحفاظ على فكرة الترتيب التسلسلي في الخلاص يشيرون إلى رومية 8: 29-30؛
كان مفهوم التسلسل المنظم للعقائد الخلاصية أيضًا جزءًا مهمًا من بناء اعتراف وستمنستر. بالإضافة إلى ذلك يلاحظ هندريكوس بيرخوف أن المسيحيين لا يستطيعون تجنب التفكير «بشكل متماسك» حول عناصر معينة للخلاص.